# Evodius Wallbrecht
Evodius Wallbrecht OSA (* 1881; † 1965) war ein deutscher Augustinerpater.
Wallbrecht war 16 Jahre lang Redakteur der Zeitschrift Maria vom guten Rat und veröffentlichte eine Reihe heimatkundlicher Abhandlungen. Im Februar 1964 wurde er zum Ehrenbürger seiner Heimatgemeinde Rollshausen ernannt. Dort ist auch eine Straße nach ihm benannt.

## Werke
- Regelbuch für die Mitglieder des dritten Ordens vom hl. Vater Augustinus. (mit Hugolinus Dach), Würzburg: Rita-Verl. u. -Druckerei, 1928
- Maria von Trost. Würzburg: Rita-Verl. u. -Druckerei, 1931
- Heilige Augustinerschar. Würzburg: Rita-Verl. u. -Druckerei, 1932
- St. Augustins Regel in Wort und Sinn. Würzburg: Rita-Verl. u. -Druckerei, 1933
- Maria von guten Rat. Würzburg: Rita-Verl. u. Druckerei, 1934